# Língua de gelo Nordenskjold
Nordenskjöld é uma língua de gelo que se estende para leste desde o Glaciar Mawson até ao mar de Ross na Antárctida. Foi descoberta pela Expedição Discovery (1901–04) e a sua designação tem origem no geólogo sueco Otto Nordenskjöld. 

## Ligações exetrnas
- Fotografia da língua de gelo Nordenskjöld